# Vallée de Sawtooth
La vallée Sawtooth, en anglais Sawtooth Valley, est une vallée de l'Ouest des États-Unis située dans les comtés de Blaine et Custer, au centre de l'État de l'Idaho.

## Géographie
D'environ 50 km de long, elle est située dans l'aire protégée du Sawtooth National Recreation Area dans la forêt nationale de Sawtooth. Elle est entourée par le chaînon Sawtooth à l'ouest, les monts White Cloud à l'est, les monts Salmon River (en) au nord et les monts Boulder (en) et Smoky (en) au sud.
La vallée est traversée par la rivière Salmon et compte un village, Stanley. D'une extrémité à l'autre de la vallée Sawtooth court la route d'État Idaho State Highway 75 (en), surnommée Sawtooth Scenic Byway : elle entre au sud par le col de Galena Summit (en) et sort au nord près de Stanley.
La vallée possède de nombreux lacs (en), notamment les lacs de Redfish, Alturas, Pettit et Stanley. L'altitude de la vallée Sawtooth est comprise entre 1 900 mètres près de Stanley et 2 290 mètres en dessous du Galena Summit. Sur les bordures de la vallée, elle atteint 3 601 mètres au pic Castle dans les monts White Cloud, à l'est, et 3 266 mètres au pic Thompson à l'ouest.